# 송담유사책판
송담유사책판(松潭遺事冊板)은 대한민국 경상남도 양산시 물금읍에 있는 책판이다. 1979년 12월 29일 경상남도의 유형문화재 제179호로 지정되었다가, 1982년 12월 31일 문화재 지정이 해제되었다.

## 참고 문헌
- 송담유사책판 - 국가유산청 국가유산포털